# Петров, Виктор Владимирович
Ви́ктор Влади́мирович Петро́в (1925—1943) — подпольщик Великой Отечественной войны, участник антифашистской организации «Молодая гвардия».

## Биография
Виктор Петров родился 17 сентября 1925 года на руднике Тошковка Попаснянского района Ворошиловградской области. Отца звали Владимир Петрович, мать — Мария Петровна. В 1940 году, будучи учеником школы, вступил в комсомол. До начала войны окончил 10 классов Первомайской школы и устроился на работу в кузницу Суходольскую лесхоза. Позже семья переехала в Великий Суходол, куда отец был назначен начальником стройки. В октябре 1942 года Виктор вступил в «Молодую гвардию», в составе которой принимал участие в освобождении военнопленных и других боевых операциях. В начале января 1943 года был арестован и подвергнут пыткам. После пыток в ночь с 15 на 16 января был сброшен в шурф шахты №5. После освобождения Краснодона был похоронен в братской могиле героев «Молодой гвардии» на центральной площади города и посмертно награждён орденом Отечественной войны 1-й степени и медалью «Партизану Отечественной войны» 1-й степени.
Школа, в которой учился Виктор Владимирович, была уничтожена в ходе боев за Рубежное в 2022 во время войны в Украине.